# Кацнельсон, Израиль Григорьевич
Изра́иль (Леони́д) Григо́рьевич Кацнельсо́н (30 августа 1895, Бобруйск, Минская губерния — 18 мая 1938, Ленинград) — советский организатор кинопроизводства, директор киностудии «Ленфильм» (1934—1937).

## Биография
Член ВКП(б) с 1919 года. Работал управляющим Белотделением «Пролеткино» в Минске, заместителем заведующего «Белгоскино», директором кинофабрики «Белгоскино» в Ленинграде. Избирался членом Центрального правления профсоюза работников искусств БССР (Белрабиса) (1926); член центрального бюро, кандидат в члены секретариата центрального бюро Ассоциации работников революционной кинематографии (1932). В 1932 году совместно с Янкой Бобриком написал по поручению ЦК КП(б)Б «Отчёт об основных этапах развития белорусского кино».
Осенью 1934 года назначен директором кинофабрики «Ленфильм». Отмечал неэффективность системы «продюсерских групп» — созданных на киностудии художественно-производственных объединений.
В январе 1935 года по случаю 15-летия советского кинематографа награждён орденом Трудового Красного Знамени. Этим же постановлением ЦИК СССР орденом Ленина была награждена и Ленинградская кинофабрика «Ленфильм» за выпуск выдающихся по своим идейно-художественным и техническим качествам кинофильмов. При вручении наград на заседании ЦИК СССР 27 февраля 1935 года от имени кинофабрики орден приняли директор Л. Г. Кацнельсон, секретарь парткома Козлов и секретарь фабкома А. А. Чигинский.
В сентябре 1936 года Комиссия партийного контроля объявила ему строгий выговор за «преступную безответственность» при руководстве написанием сценария о юности Сергея Кирова и поставила вопрос о его снятии с работы.
В январе 1937 года отстранён от должности и назначен первым заместителем директора по производственно-техническим вопросам. В апреле 1937 года в докладной записке отдела культурно-просветительской работы ЦК ВКП(б) обвинён в финансовых злоупотреблениях и пособничестве троцкистам на кинофабрике.
8 апреля 1937 года арестован по обвинению в контрреволюционной деятельности на «Ленфильме». 18 мая 1938 года Выездная сессия Военной коллегии Верховного суда СССР в Ленинграде приговорила его по ст. 58-7-8-11 УК РСФСР к высшей мере наказания. Расстрелян в Ленинграде в тот же день.